# Ministero della presidenza
Il Ministero della presidenza è stato un dipartimento ministeriale. È esistito con questa denominazione dal 1993 fino al 4 novembre 2016, nel quarto governo di Felipe González (v legislatura), nel secondo governo di Josè Maria Aznar (vi e vii legislatura), nel primo governo di José Luis Rodríguez Zapatero e nel secondo governo di Zapatero (viii e ix legislatura) e nel primo governo di Mariano Rajoy (x legislatura).
Dopo la formazione del secondo governo di Mariano Rajoy (xii legislatura), il 4 novembre 2016 è stato ribattezzato Ministero della Presidenza e per le Amministrazioni territoriali, ma ha continuato a mantenere il ministro, Soraya Sáenz de Santamaría.
Con il primo governo di Pedro Sánchez, la posizione cambia nome, diventando il Ministero della Presidenza, dei rapporti con le Corti e dell'uguaglianza.

## Funzioni
Corrisponde al minsitero della presidenza:
- Il coordinamento di questioni di rilevanza costituzionale;
- La preparazione, lo sviluppo e il monitoraggio del programma legislativo;
- Supporto immediato per la Presidenza del Governo;
- Assistenza al Consiglio dei ministri, alle Commissioni delegate del governo, alla Commissione generale dei segretari di Stato e dei sottosegretari e, in particolare, al governo nei suoi rapporti con le Corti Generali;
- Il coordinamento interministeriale affidatogli dalle attuali disposizioni, dal governo o dal suo presidente;
- Coordinamento della politica di informazione del governo, lo sviluppo dei criteri per la determinazione e l'organizzazione di copertura mediatica di attività di governo e lo sviluppo e la diffusione delle comunicazioni da parte del governo e del suo presidente, e la revisione del attività del Consiglio dei ministri;
- Il coordinamento dei servizi di informazione dell'amministrazione generale dello Stato in Spagna e all'estero, nonché i rapporti con i media;
- Le funzioni di sostegno materiale, economico-finanziario, di bilancio, gestione del personale e, in generale, quanti altri di questa natura hanno bisogno del Presidente del Governo e degli organi dipendenti della Presidenza del Governo;
- Rapporti con le delegazioni governative nelle comunità autonome, fatte salve le competenze legalmente attribuite agli altri ministeri nelle rispettive aree di attività, nonché le altre competenze attribuite dall'ordinamento giuridico.

## Struttura organica
- Primo vicepresidente del governo e ministro della Presidenza.
  - Direttore del gabinetto del primo vicepresidente del governo.
    - Direttore delle comunicazioni
    - Centro per la prevenzione e la lotta contro l'inquinamento marittimo della linea costiera.

  - Segreteria di Stato per le relazioni con le Corti Generali.
  - Segretaria di Stato per la comunicazione.
  - Sottosegreteria della Presidenza

## Elenco dei ministri della presidenza
| Legislatura             | Inizio            | Fine              | Nome                                   | Partito |
| ----------------------- | ----------------- | ----------------- | -------------------------------------- | ------- |
| Costituente (1977-1979) | 4 luglio 1977     | 5 aprile 1979     | José Manuel Otero Novas                | UCD     |
| I (1979-1982)           | 6 aprile 1979     | 3 maggio 1980     | José Pedro Pérez Llorca                | UCD     |
| I (1979-1982)           | 3 maggio 1980     | 26 febbraio 1981  | Rafael Arias Salgado Montalvo          | UCD     |
| I (1979-1982)           | 26 febbraio 1981  | 1º settembre 1981 | Pío Cabanillas Gallas                  | UCD     |
| I (1979-1982)           | 1º settembre 1981 | 2 dicembre 1982   | Matías Rodríguez Inciarte              | UCD     |
| II (1982-1986)          | 3 dicembre 1982   | 25 luglio 1986    | Javier Moscoso del Prado               | PSOE    |
| III (1986-1989)         | 26 luglio 1986    | 6 dicembre 1989   | Virgilio Zapatero Gómez                | PSOE    |
| IV (1989-1993)          | 7 dicembre 1989   | 12 luglio 1993    | Virgilio Zapatero Gómez                | PSOE    |
| V (1993-1996)           | 13 luglio 1993    | 5 maggio 1996     | Alfredo Pérez Rubalcaba                | PSOE    |
| VI (1996-2000)          | 6 maggio 1996     | 27 aprile 2000    | Francisco Álvarez-Cascos               | PP      |
| VII (2000-2004)         | 28 aprile 2000    | 28 febbraio 2001  | Mariano Rajoy Brey                     | PP      |
| VII (2000-2004)         | 28 febbraio 2001  | 10 luglio 2002    | Juan José Lucas Giménez                | PP      |
| VII (2000-2004)         | 10 luglio 2002    | 3 settembre 2003  | Mariano Rajoy Brey                     | PP      |
| VII (2000-2004)         | 3 settembre 2003  | 17 aprile 2004    | Javier Arenas Bocanegra                | PP      |
| VIII (2004-2008)        | 18 aprile 2004    | 14 aprile 2008    | Maria Teresa Fdz. de la Vega           | PSOE    |
| IX (2008-2011)          | 14 aprile 2008    | 20 ottobre 2010   | María Teresa Fernández de la Vega Sanz | PSOE    |
| IX (2008-2011)          | 20 ottobre 2010   | 22 dicembre 2011  | Ramón Jáuregui                         | PSOE    |
| X (2011-2015)           | 22 dicembre 2011  | 21 dicembre 2015  | Soraya Sáenz de Santamaría             | PP      |
| XI (2015-2016)          | 22 dicembre 2015  | 3 novembre 2016   | Soraya Sáenz de Santamaría             | PP      |
| XII (2016-attuale)      | 4 novembre 2016   | 2016              | Soraya Sáenz de Santamaría             | PP      |